# Martin XB-48
Die Martin XB-48 war ein sechsstrahliger mittelschwerer Bomber, der Mitte der 1940er Jahre für die US-Luftwaffe entwickelt wurde, aber nie in Serienproduktion ging.

## Entwicklungsgeschichte

### Ursprung
Im Juni 1943 bat die Army Air Force (AAF) die US-amerikanischen Flugzeughersteller um Entwurfsvorschläge für mittlere bis schwere Bomber mit Strahlantrieb. Hintergrund waren Fortschritte in der Entwicklung von Strahltriebwerken, die nun ausreichend Leistung lieferten, um erstmals bei größeren Bombern eingesetzt werden zu können. Um den hohen Bedarf möglichst rasch zu befriedigen, plante die Luftwaffe die Beschaffung mehrerer verschiedener Modelle. Die Anfrage ging am 17. November 1944 in einen offiziellen Wettbewerb über, an dem sich vier Unternehmen mit ihren Entwürfen beteiligten: North American Aviation mit der XB-45, Consolidated Vultee Aircraft Corporation mit der XB-46, Boeing mit der XB-47 und eben Martin mit der XB-48. Von diesen kamen letztendlich nur die B-45 und die B-47 über das Erprobungsstadium hinaus und wurden in Serie produziert.

### Entwicklung
Im Dezember 1944 legte Martin der Luftwaffe einen ersten Entwurf vor (Model 223) und erhielt daraufhin den Auftrag zum Bau eines Modells bis zum 1. Mai 1945. Obwohl der Entwicklungsstand der XB-48 Mitte 1945 hinter dem der Konkurrenz lag, stimmte die Air Force der Fortsetzung des Projektes zu. Mitte 1946 drängte die US-Luftwaffe auf eine Produktionsentscheidung und bewertete die vier konkurrierenden Entwürfe. Da die Arbeiten an der XB-45 und XB-46 weiter fortgeschritten waren, entschied sie zunächst zu Gunsten der B-45 und wartete mit der Zusage zur XB-47 oder XB-48, bis diese geflogen waren.
Martin verpflichtete sich am 13. Dezember 1946, zum Festpreis von 10,9 Millionen US-Dollar zwei Prototypen zu liefern, von denen der erste bis Ende September 1947 und der zweite bis Ende Juni 1948 geflogen sein musste.

### Konstruktion

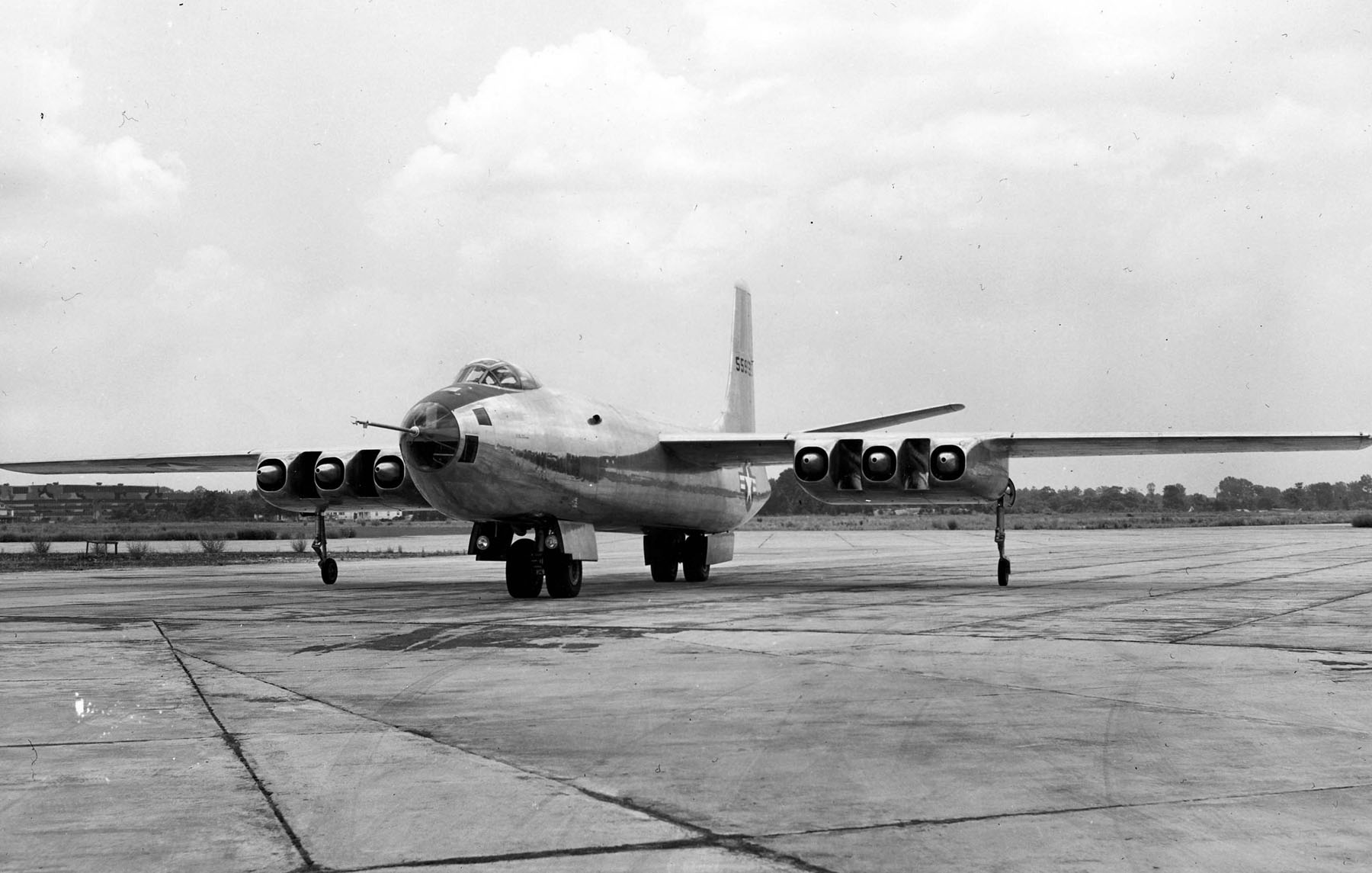
Martin XB-48 am Boden. Die Lüftungsschächte zwischen den Triebwerken sind erkennbar.

Die XB-48 war mit sechs Turbojet-Triebwerken von General Electric ausgestattet, die jeweils zu dritt, mit Lüftungsschächten zur Kühlung dazwischen, in Gehäusen direkt unter den ungepfeilten Tragflächen montiert waren. Da die relativ dünnen Flügel hoch am Rumpf ansetzten, konnte das Hauptfahrwerk nur unter dem Rumpf in Tandemanordnung angebracht werden, wie es auch bei der B-47 und später bei der B-52 der Fall war. Die beiden Piloten saßen hintereinander unter einer Glaskuppel, der Navigator/Bombenschütze in der verglasten Nase.

### Erstflug und Tests
Die Entwicklung verzögerte sich wegen Problemen mit den neuartigen Triebwerken, blieb aber zunächst im vereinbarten Zeitrahmen. Am 22. Juni 1947 hob die XB-48 in Baltimore, Maryland, zu ihrem 38-minütigen Erstflug ab. Dabei traten Probleme an der Steuerung auf: Bei der Landung auf dem Marineflugplatz von Patuxent River kam die Maschine von der Landebahn ab, zudem versagten die Bremsen. Der zweite Prototyp startete erst am 16. Oktober 1948 zum ersten Mal, fast drei Monate später als vertraglich vorgesehen.
Das erste Exemplar absolvierte bei Martin 52 Flüge mit zusammen 41 Stunden Dauer, seitens der Air Force folgten weitere 50 Flüge mit 64 Flugstunden. Die zweite XB-48 kam auf 15 Flüge und 14 Stunden bzw. 25 Flüge bei 49 Stunden. Bei der Flugerprobung stellte sich heraus, dass der Bomber rund 6,3 Tonnen schwerer war als vom Hersteller vorgesehen; der geöffnete Bombenschacht verursachte Turbulenzen und das Hydrauliksystem der ersten Maschine funktionierte nicht richtig.

### Programmende
Obwohl die XB-48 ein halbes Jahr früher als die XB-47 fertiggestellt war, entschied sich die US Air Force unmittelbar nach deren Erstflug am 17. Dezember 1947 für die Beschaffung der Boeing B-47. Die abschließende Bewertung der beiden Entwürfe fand im Frühjahr 1948 nach den Flugtests statt. Den Ausschlag gaben der modernere Entwurf (gepfeilte Tragflügel, Triebwerke in Gondeln) und die vermuteten höheren Leistungsreserven (Geschwindigkeit, Bombenlast) der B-47. Als Boeing im September 1948 die erste Bestellung für seinen Bomber erhielt, war der Wettbewerb entschieden. Zwar versuchte die Martin Company doch noch zum Zuge zu kommen, indem sie für ihren Entwurf nun vier Propellerturbinen in geänderten Gehäusen vorsah (Model 247-1), aber am 31. März 1949 lehnte die Luftwaffe auch diesen Vorschlag ab und das B-48-Projekt war offiziell beendet.
Den ersten Prototyp demontierte Martin im Herbst 1949, um Ersatzteile für das zweite Exemplar zu gewinnen. Die zweite und letzte XB-48 nutzte die US-Luftwaffe zunächst als Testplattform für Enteisungssysteme, bevor sie schließlich im September 1951 bei Strukturtests bis zu ihrer Zerstörung belastet wurde.

## Technische Daten
| Kenngröße             | Daten (geschätzt)                                              |
| --------------------- | -------------------------------------------------------------- |
| Besatzung             | drei (Pilot, Kopilot, Navigator/Bombenschütze)                 |
| Länge                 | 26,2 m                                                         |
| Spannweite            | 33,0 m                                                         |
| Höhe                  | 8,1 m                                                          |
| Flügelfläche          | 124 m²                                                         |
| Flügelstreckung       | 8,8                                                            |
| Leermasse             | 26,5 t                                                         |
| max. Startmasse       | 46,5 t                                                         |
| max. Bombenlast       | 10,0 t                                                         |
| Höchstgeschwindigkeit | 841 km/h                                                       |
| max. Flughöhe         | 13.100 m                                                       |
| Reichweite            | >2.900 km                                                      |
| Antrieb               | sechs General Electric J35-GE-9 (TG-180-C1) mit je 17 kN Schub |